# Sigrid Noack
Sigrid Noack (* 17. November 1947 in Guben) ist eine deutsche Malerin und Graphikerin.

## Leben
Schon in der Schulzeit wurde das künstlerische Talent Sigrid Noacks erkannt und sie trat mit Lea Grundig in Kontakt. Nach Abschluss der Schule 1964 und der Beendigung einer Buchhändlerlehre in Leipzig 1967 nahm Sigrid Noack an der Hochschule für Bildende Künste Dresden ihr Studium im Fach Wandmalerei auf. Sie studierte bei Herbert Kunze und Gerhard Kettner und schloss das Studium 1972 mit einem Diplom für baugebundene Kunst ab. Seit 1972 ist Sigrid Noack in Guben und Dresden als freischaffende Künstlerin tätig. Zwischen 1977 und 1979 war sie Meisterschülerin der Akademie der Künste zu Berlin, zuerst bei Lea Grundig, später bei Jürgen von Woyski. Sie war bis 1990 Mitglied des Verbands Bildender Künstler der DDR, hatte in der DDR eine bedeutende Zahl von Einzelausstellungen und war an wichtigen zentralen Ausstellungen beteiligt.

## Studienreisen
Reisen führten Sigrid Noack in die Sowjetunion und dort häufig nach Georgien. Diese Region und ihre Menschen beeindruckten Sigrid Noack und gaben ihrer künstlerischen Tätigkeit wesentliche Impulse, die sich vor allem auf die Farbigkeit des Werkes Sigrid Noacks befreiend auswirkten.
Ein weiterer, vielleicht der wichtigste Impuls für die künstlerische Arbeit Sigrid Noacks stellte ein mehrmonatiger Studienaufenthalt in der Demokratischen Volksrepublik Jemen 1983 dar. Unter dem Eindruck des Orients entwickelte Sigrid Noack eine künstlerische Sprache, die von reicher Ornamentik, starker Farbigkeit und Dekorativität geprägt ist.
Nach 1989 folgten Studienaufenthalte in Italien, Israel, Tunesien, Gran Canaria, Mallorca, Spanien, Südfrankreich und Kreta.

## Auszeichnungen
1991 war Sigrid Noack 2. Preisträgerin des Wettbewerbs „Voltaire in Potsdam“, im selben Jahr konnte sie an dem Internationalen Symposium „Bildende Kunst und Musik“ in Civitella d’Agliano teilnehmen.
1997 war sie Preisträgerin des Wettbewerbs „Blau und Grün“ der Iduna Nova.
Sigrid Noack erhielt 1999/2000 ein Anerkennungs- und Förderstipendium durch die Konrad-Adenauer-Stiftung. 2001 verlieh ihr die Käthe-Dorsch-Stiftung ein Stipendium und 2006 wurde Sigrid Noack nochmals durch die Käthe Dorsch und Agnes-Straub-Stiftung mit einem Stipendium gefördert.

## Einzelausstellungen (Auswahl)
- 1994: Hannover, Niedersächsische Landesbibliothek
- 1995: Potsdam, Landtag
- 1998: Berlin, Staatsbibliothek
- 1999: Dresden, Landesmuseum für Vorgeschichte
- 1999: Wolfenbüttel, Herzog August Bibliothek
- 2000: Eutin, Eutiner Landesbibliothek
- 2001: Potsdam, Ministerium für Wissenschaft, Forschung und Kultur
- 2003: Dresden, Kunstsammlungen der TU Dresden
- 2004: Moritzburg, Stiftung Käthe-Kollwitz-Haus Moritzburg
- 2006: Schwerin, Landesbibliothek Mecklenburg-Vorpommern
- 2007: Cottbus, Vattenfall Europe Mining & Generation
- 2007: Cottbus, Fürst-Pückler-Museum
- 2008: Oldenburg, Landesbibliothek
- 2008: Gießen, Kunsthalle Gießen
- 2008: Dresden, Institut français Dresden
- 2009: Berlin, Mori-Ōgai-Gedenkstätte
- 2010: Jena, Romantikerhaus
- 2011: Brüssel, Vertretung des Landes Brandenburg bei der Europäischen Union
- 2012: Marburg, Haus der Romantik
- 2012: Weimar, Kunsthalle Harry Graf Keßler
- 2014: Görlitz, Landratsamt
- 2015: Görlitz, Schloss Königshain
- 2017: Forst, Kompetenzzentrum
- 2018: Guben, Sparkasse
- 2018: Frankfurt (Oder), Europa-Universität Viadrina
- 2019: Brandenburg an der Havel, Kunsthalle Brennabor
- 2019: Chemnitz, St. Jacobi
- 2020: Wünsdorf, Neue Galerie
- 2023 Chemnitz, Staatliches Museum für Archäologie Chemnitz[1]
- 2025 Cottbus, Galerie Rot
- Dazu zahlreiche Ausstellungsbeteiligungen im In- und Ausland, Athen, Basel, Grosseto, Medicina, Sofia, Thessaloniki, St. Petersburg, Stockholm u. a.

## Künstlerisches Werk
Zu den Arbeitsgebieten Sigrid Noacks gehören neben der baugebundenen Kunst, Tafelbilder, Grafik und Kleinplastik und vor allem Künstlerbücher. Ihre farbintensiven Arbeiten stehen in der Tradition des Abstrakten Expressionismus. Arbeiten Sigrid Noacks befinden sich derzeit (Stand: 2021) in 90 Museen und Sammlungen in Deutschland, Frankreich, der Schweiz, der Slowakei, in den USA und Australien. Das Land Brandenburg präsentiert Arbeiten von Sigrid Noack im German House, der Ständigen Vertretung der Bundesrepublik Deutschland bei der UNO in New York. Der 1984 erstellte Fischkopf-Brunnen (Klaus-Hermann-Straße in Guben) wurde 2011 beim Neubau eines Einkaufszentrums abgerissen. Insgesamt sind achtzig Prozent ihrer für den öffentlichen Raum Gubens geschaffenen Werke zerstört.